# Beugelbeha
Een beugelbeha is een beha waarin onder de borsten twee dunne, halfronde beugels zijn verwerkt. De beugels, doorgaans van metaal, worden in de stof gestikt aan de onderkant van de twee cups. De beugels zijn vergelijkbaar met de baleinen in korsetten.
De meeste vrouwen dragen een beugelbeha om hun borsten te ondersteunen, vorm te geven en uit elkaar te houden. De beugelbeha is een soort push-upbeha, omdat ze de borsten in de meeste gevallen wat omhoog duwt en dus voller doet lijken. De beugelbeha werd voor het eerst ontworpen in de jaren 1930 en was een populaire keuze vanaf de jaren 1950. Tegenwoordig dragen de meeste vrouwen beugelbeha's. Een beha zonder beugel wordt softcup of wireless genoemd. Sportbeha's en bralettes zijn eveneens types beha's zonder beugel.
Bij sommige vrouwen resulteert het dragen van beugelbeha's in gezondheidsklachten, zoals huidirritatie, pijn in de borsten en borstontsteking. Bij lacterende vrouwen kan een beugelbeha, zoals andere afklemmende kleding, bijdragen aan verstopte melkkanalen.

## Afbeeldingen

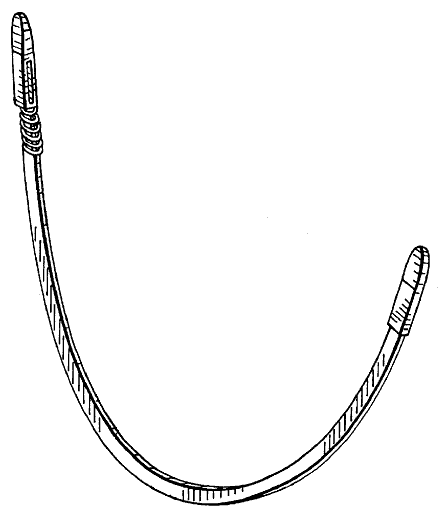
Prent van een beugel uit een patent
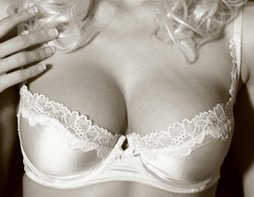
Een balconettebeha met beugels
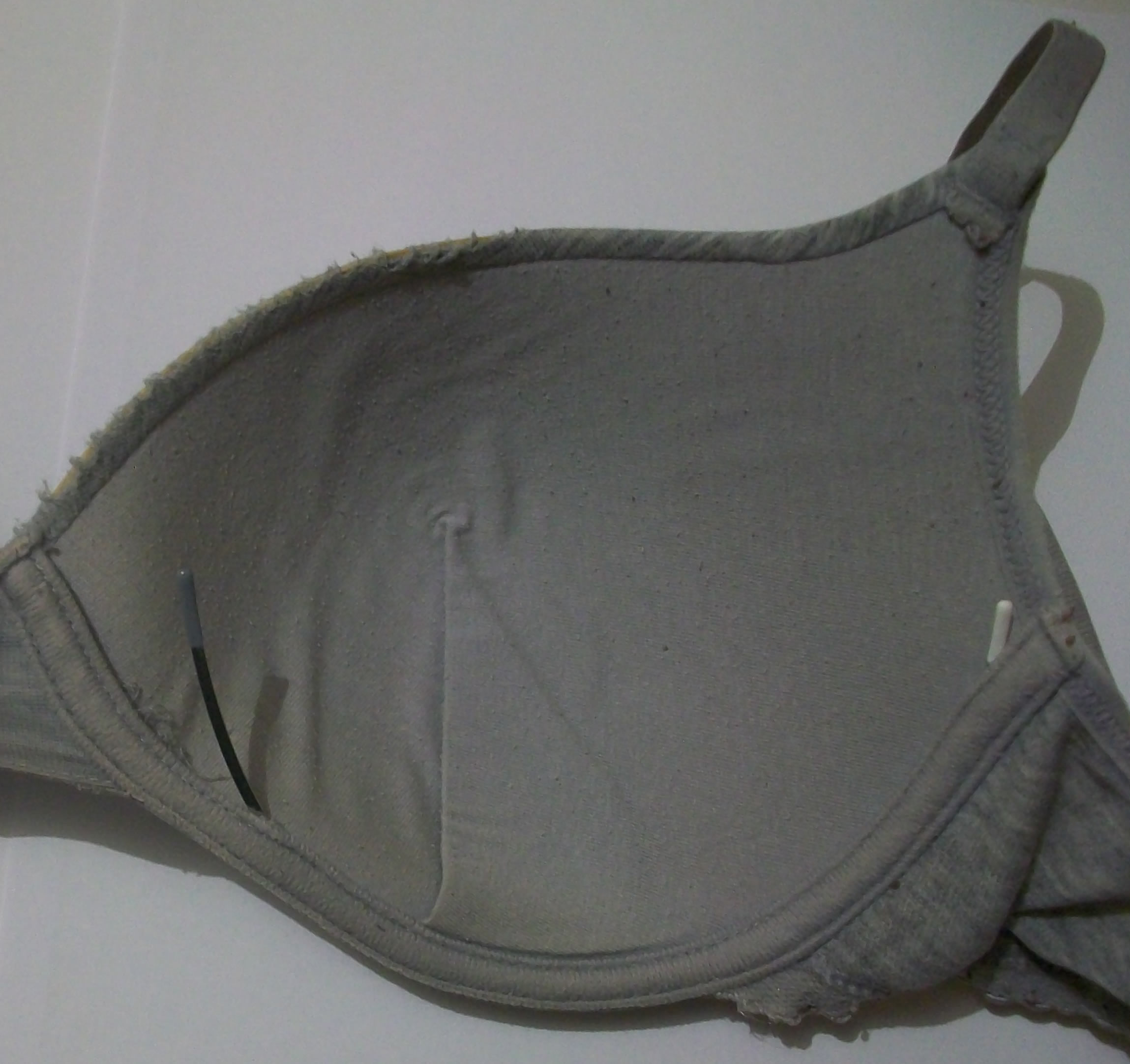
Een versleten beha waar de beugels zijn losgekomen